# Prionotus roseus
Prionotus roseus is een straalvinnige vissensoort uit de familie van ponen (Triglidae). De wetenschappelijke naam van de soort is voor het eerst geldig gepubliceerd in 1887 door Jordan & Evermann.